# Buckhead Ridge
Buckhead Ridge – jednostka osadnicza w Stanach Zjednoczonych, w stanie Floryda, w hrabstwie Glades.